# Dipsadoboa werneri
Dipsadoboa werneri är en ormart som beskrevs av Boulenger 1897. Dipsadoboa werneri ingår i släktet Dipsadoboa och familjen snokar. Inga underarter finns listade i Catalogue of Life.
Arten lever i Usambarabergen i Tanzania. Honor lägger ägg. Ormen lever i bergstrakter mellan 1000 och 1600 meter över havet. Den vistas i skogar och har bland annat kameleonter som föda. Exemplaren klättrar i träd.
Beståndet hotas av skogsröjningar. Dipsadoboa werneri är ganska sällsynt men utbredningsområdet är stort. IUCN listar arten som nära hotad (NT).